# Tapetum lucidum

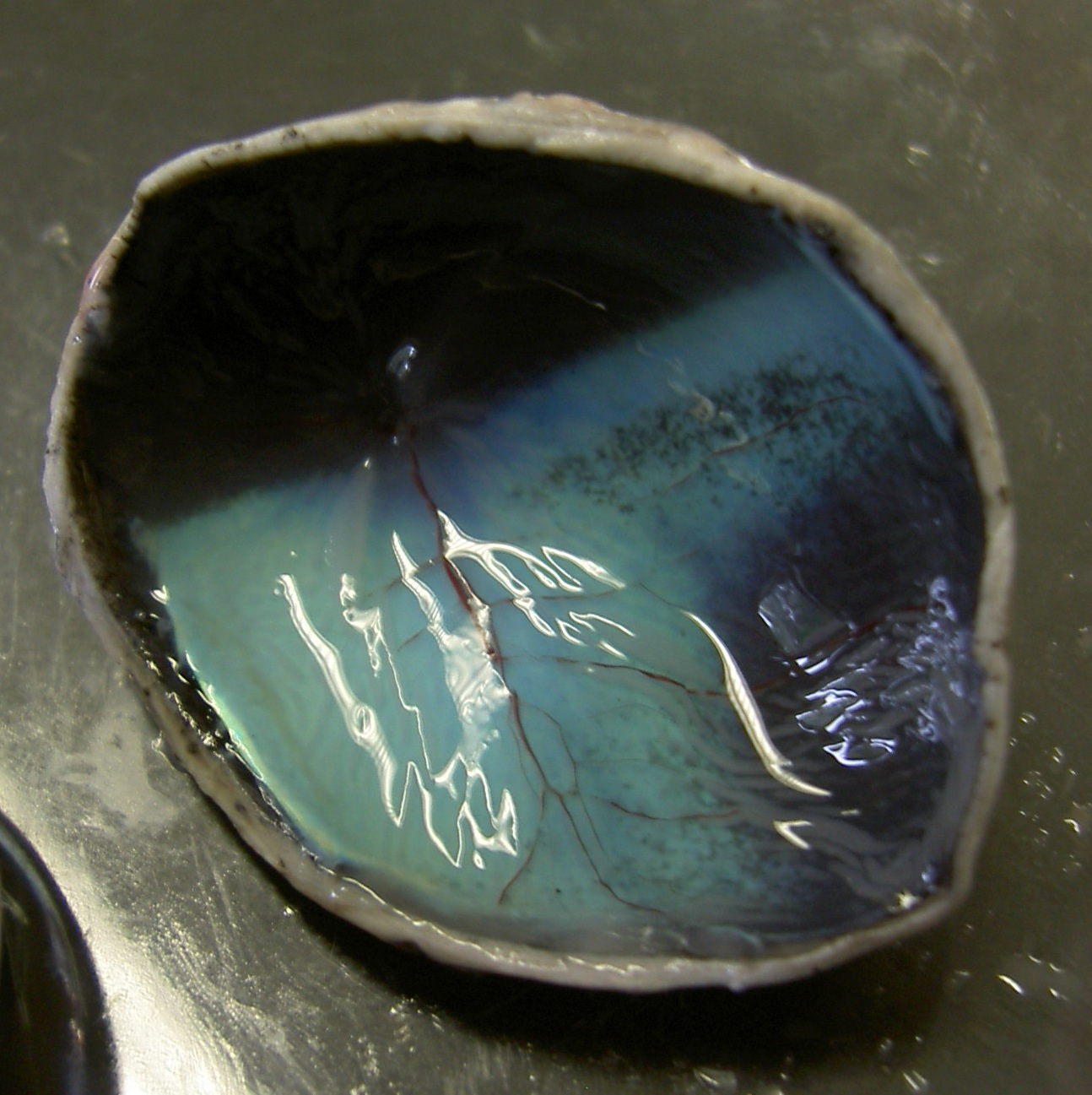
Tapetum lucidum (la capa de color azulado) de un ojo de ternero, con la retina recubriéndolo.

El tapetum lucidum (plural tapeta lucida) es una capa de tejido situada en la parte posterior del ojo de muchos animales vertebrados.
Puede estar situado en la retina, o detrás de la misma, en la coroides. Actúa como un espejo que refleja los rayos luminosos, incrementando así la luz disponible para los fotorreceptores y mejorando la visión en condiciones de escasa luminosidad; en felinos puede incrementar la luminosidad en un 40 %. El tapetum lucidum es responsable de que los ojos de algunos animales, como los gatos y perros, brillen en la oscuridad.
El tapetum lucidum no está presente generalmente en aquellos animales cuya visión es predominantemente diurna. El ojo humano no lo posee, tampoco la mayor parte de los primates, aves, cerdos y ardillas. En cambio sí se encuentra en el ojo de los animales carnívoros, como el gato, que cazan de noche y precisan tener buena visión en condiciones de escasa luminosidad. También está presente en perros, murciélagos, caballos, cetáceos, cocodrilos y bóvidos.

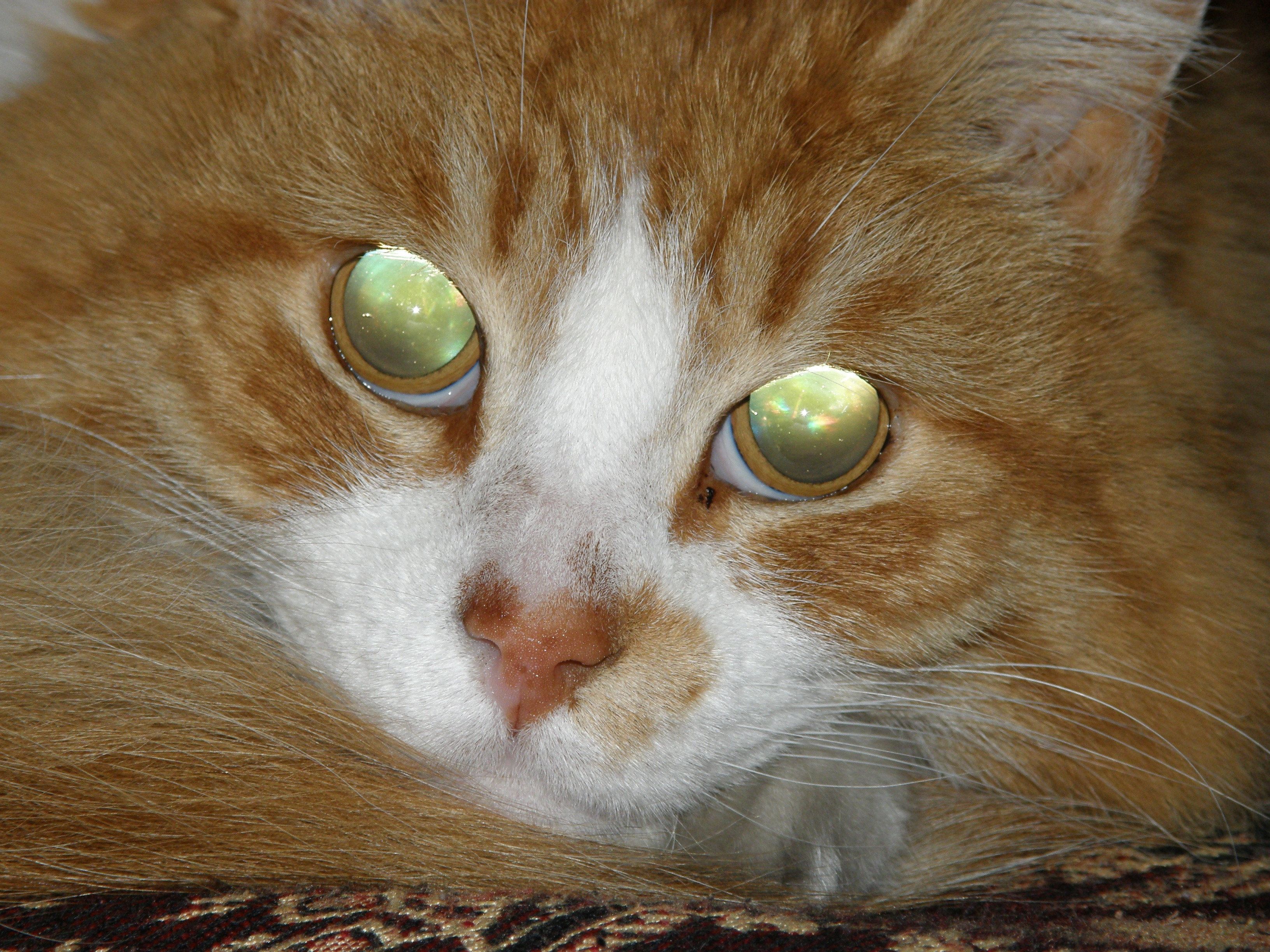
Tapetum lucidum de gato.